# Giuseppe Antonio Molo
Giuseppe Antonio Molo (* 17. Oktober 1789 in Bellinzona; † 22. November 1857 ebenda) war ein Schweizer Jurist, Politiker, Offizier, Tessiner Grossrat und Staatsrat der Freisinnig-Demokratischen Partei (FDP). 

## Leben
Giuseppe Antonio Molo wurde als Sohn des Carlo Francesco Molo von Bellinzona und seiner Frau Lucia Molo geboren. Ab 1808 studierte er Rechtswissenschaften in der Universität Pavia und schloss sein Studium 1811 ab. Im Rang des Hauptmanns diente er in der französischen Armee. Nach der Verfassungsreform von 1830 kehrte er in den Kanton Tessin zurück, wo er als Rechtsanwalt und Notar wirkte.
Von 1830 bis 1834 amtierte er als Richter am Kantonsgericht und wurde Gemeindepräsident von Bellinzona von 1835 bis 1838; er war 1836 sowie 1840–1841 Gesandter an der Eidgenössischen Tagsatzung und 1834–1839 Tessiner Grossrat. 1836 übernahm er die Herausgeberschaft der gemässigten Wochenzeitung Iride.
Als Staatsrat stand er dem Finanzdepartement von 1839 bis 1842 vor. Er trat von der Regierung zurück, um für kurze Zeit das Amt des Generalzolldirektors zu übernehmen, erkrankte aber bald darauf schwer.